# Діліска
Діліска (груз. დილისკა) — село в Грузії.
За даними перепису населення 2014 року в селі проживає 2374 особи.